# Aeroportul Internațional Sullivan County
Aeroportul Internațional Sullivan County (IATA: SIV, ICAO: KSIV, FAA LID: SIV) este un aeroport din Indiana, Statele Unite ale Americii ce deservește zona Sullivan.
Situat la o altitudine de 165 m, aeroportul dispune de 1 pistă.

## Infrastructură

### Piste
Aeroportul dispune de o singură pistă. Pista 18/36 are suprafața de asfalt și dimensiunile 4.359 picioare × 75 picioare. 